# Kévin Nicaise
Kévin Nicaise Tatila (ur. 17 kwietnia 1985 w Mons) – czadyjski piłkarz występujący na pozycji obrońcy oraz trener.
W barwach Royale Union Saint-Gilloise i RWDM Brussels FC rozegrał łącznie 124 spotkania i zdobył cztery bramki w drugiej lidze belgijskiej. 
W reprezentacji Czadu zadebiutował 29 lutego 2012 w wygranym 3:2 el. do PNA 2013 z Malawi. W latach 2012–2016 w drużynie narodowej rozegrał 14 spotkań.
W październiku 2023 został selekcjonerem reprezentacji Czadu.